# Cecil Afrika
Cecil Sebastian Afrika (Port Elizabeth, 3 de março de 1988) é um jogador de rugby sul-africano, que joga na posição de fullback.

## Carreira

### Rio 2016
Fez parte do elenco da Seleção de Rugbi de Sevens da África do Sul, no Rio, conquistando a medalha de bronze. Ele foi o maior pontuador do torneio olímpico com 47 pontos em 5 tries convertidos.